# La Lagunita, Amatenango de la Frontera
La Lagunita är en ort i Mexiko.   Den ligger i kommunen Amatenango de la Frontera och delstaten Chiapas, i den sydöstra delen av landet, 900 km sydost om huvudstaden Mexico City. La Lagunita ligger 1 495 meter över havet och antalet invånare är 389.
Terrängen runt La Lagunita är huvudsakligen bergig, men norrut är den kuperad. Runt La Lagunita är det ganska tätbefolkat, med 108 invånare per kvadratkilometer. Närmaste större samhälle är Frontera Comalapa, 19,8 km norr om La Lagunita. I omgivningarna runt La Lagunita växer huvudsakligen savannskog.